# 新围棋少年
新围棋少年是央视动漫集团制作的52集电视动画片，於2022年6月1日开播。該動畫是围棋少年的續集，它以明朝為背景，故事發生在围棋少年的時間線5年之後，講述的是江流儿與國君小明皇以及皇位覬覦者幽王等人的故事。該動畫片在B站的评分为9.7分。